# Wabash Bridge (Saint Charles)
Die Wabash Bridge, auch Saint Charles Rail Bridge, ist eine eingleisige Eisenbahnbrücke über den Missouri River zwischen dem St. Louis County und der Stadt Saint Charles im Bundesstaat Missouri der USA. Sie geht auf eine der ersten Brücken über den Missouri aus dem Jahre 1871 zurück, die von der North Missouri Railroad errichtet wurde. Nach mehreren Einstürzen von Teilen der Brücke wurde der Überbau der Fachwerkbrücke bis 1884 komplett erneuert und in der Folgezeit die Trestle-Brücken der Zufahrten verstärkt. Die North Missouri Railroad wurde über die Jahre Teil mehrerer Eisenbahngesellschaften und ging schließlich in der Wabash Railroad auf, die die alte Brücke bis 1936 durch einen Neubau circa einen Kilometer flussabwärts ersetzte; heutiger Betreiber ist die Norfolk Southern Railway.

## Erste Brücken ab 1871

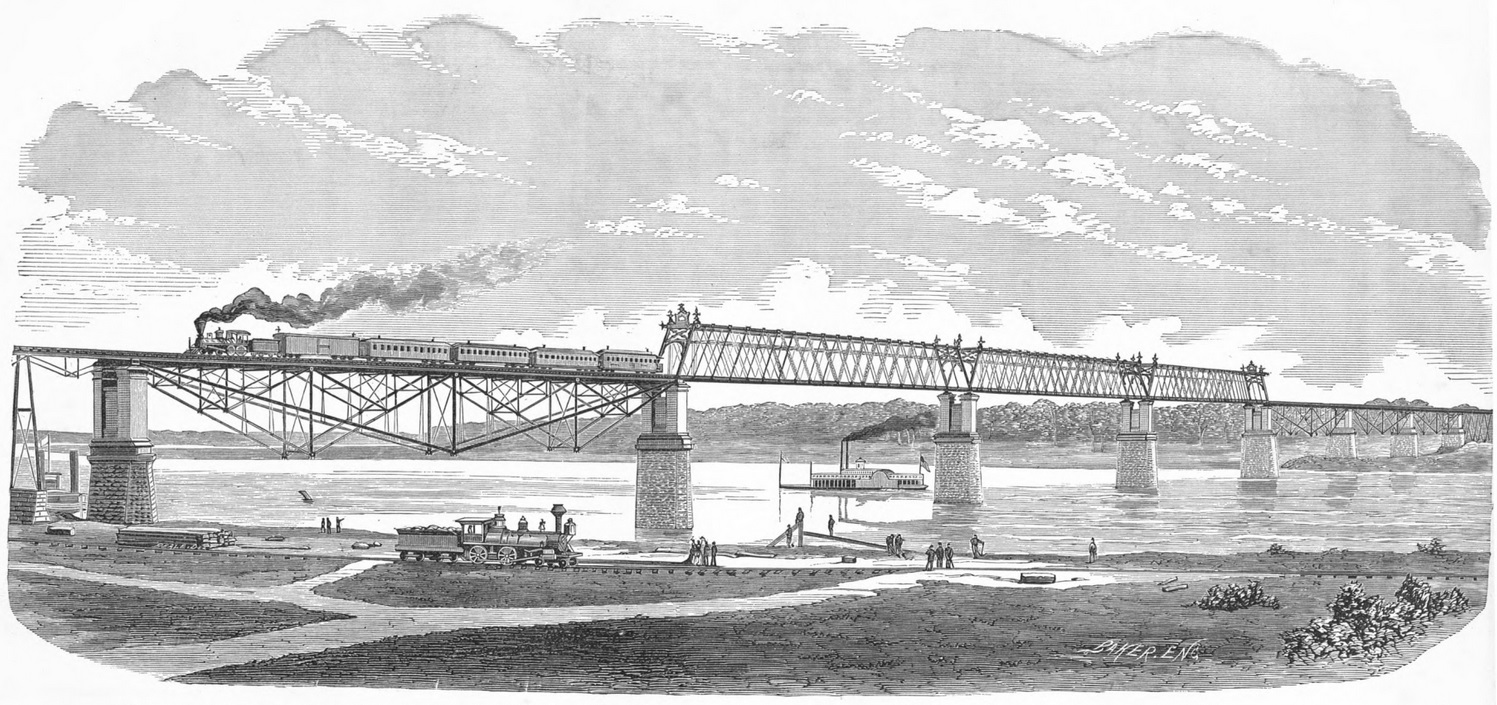
Die erste Eisenbahnbrücke von 1871

Die erste Brücke wurde in Saint Charles von der North Missouri Railroad zwischen 1868 und 1871 nach Plänen von Charles Shaler Smith errichtet. Sie ermöglichte die erste permanente Eisenbahnverbindung nach St. Louis. Aufgrund der geographischen Lage der Stadt unterhalb des Zusammenflusses von Missouri und Mississippi, war der Zugang aus dem Osten nur über den Mississippi und aus Norden und Westen nur über den Missouri möglich; die erste Verbindung über den Mississippi im Osten wurde erst 1874 mit der Eads Bridge realisiert.

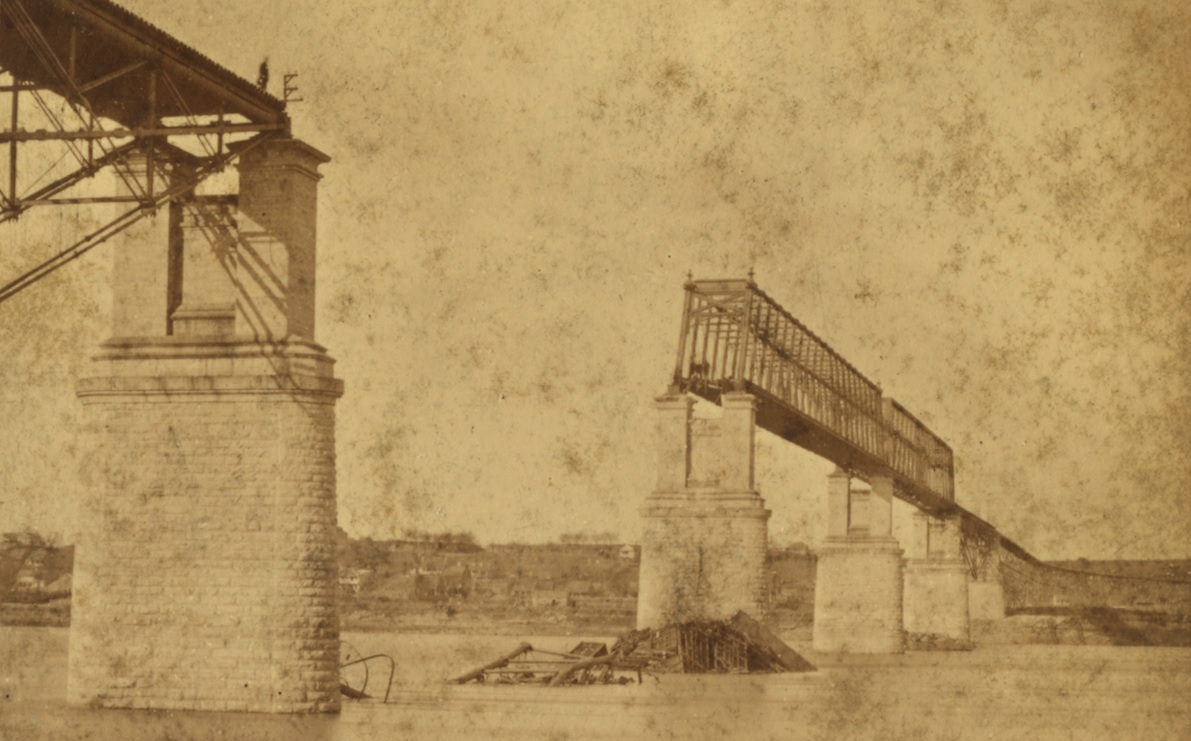
Die erste Brücke nach dem Einsturz des östlichen Gitterträgers 1881, der Überbau wurde bis 1884 komplett ersetzt

Die hohe Hauptbrücke aus Schmiedeeisen bestand aus drei zentralen weitmaschigen Gitterträgern (trellis girder truss) und vier angrenzenden Fink-Trägern sowie langgestreckten Trestle-Brücken als Zufahrten. Die Strompfeiler besaßen eine Gesamthöhe von über 30 Meter und ragten unterhalb des normalen Wasserstandes bis zu 20 Meter tief ins Flussbett. Wenige Monate nach der Eröffnung brach am 8. November 1871 der westliche Gitterträger zusammen und riss mehrere Eisenbahnwagen mit in die Tiefe. Ein ähnlicher Zwischenfall ereignete sich am 8. Dezember 1881, als der östliche Gitterträger nachgab und ebenfalls mehrere Eisenbahnwagen in die Tiefe stürzten. Bis 1884 wurde der gesamte Überbau erneuert, wobei die Gitterträger und Fink-Träger durch Whipple-Fachwerkträger mit untenliegendem Gleis ersetzt wurden.
Die Brücke wechselte mehrfach den Besitzer, da die North Missouri Railroad über die Jahre Teil mehrerer Eisenbahngesellschaften war und schließlich in der Wabash Railroad aufging. Um mit den steigenden Anforderungen an die Traglasten der Eisenbahnbrücken durch die Zunahme der Eigengewichte der Lokomotiven und der Transportlasten mitzuhalten, wurden die 1884 überholten Trestle-Brücken der Zufahrten 1910 mit Beton ummantelt, wodurch die Brücke noch weitere 25 Jahre betrieben werden konnte.

## Neubau bis 1936

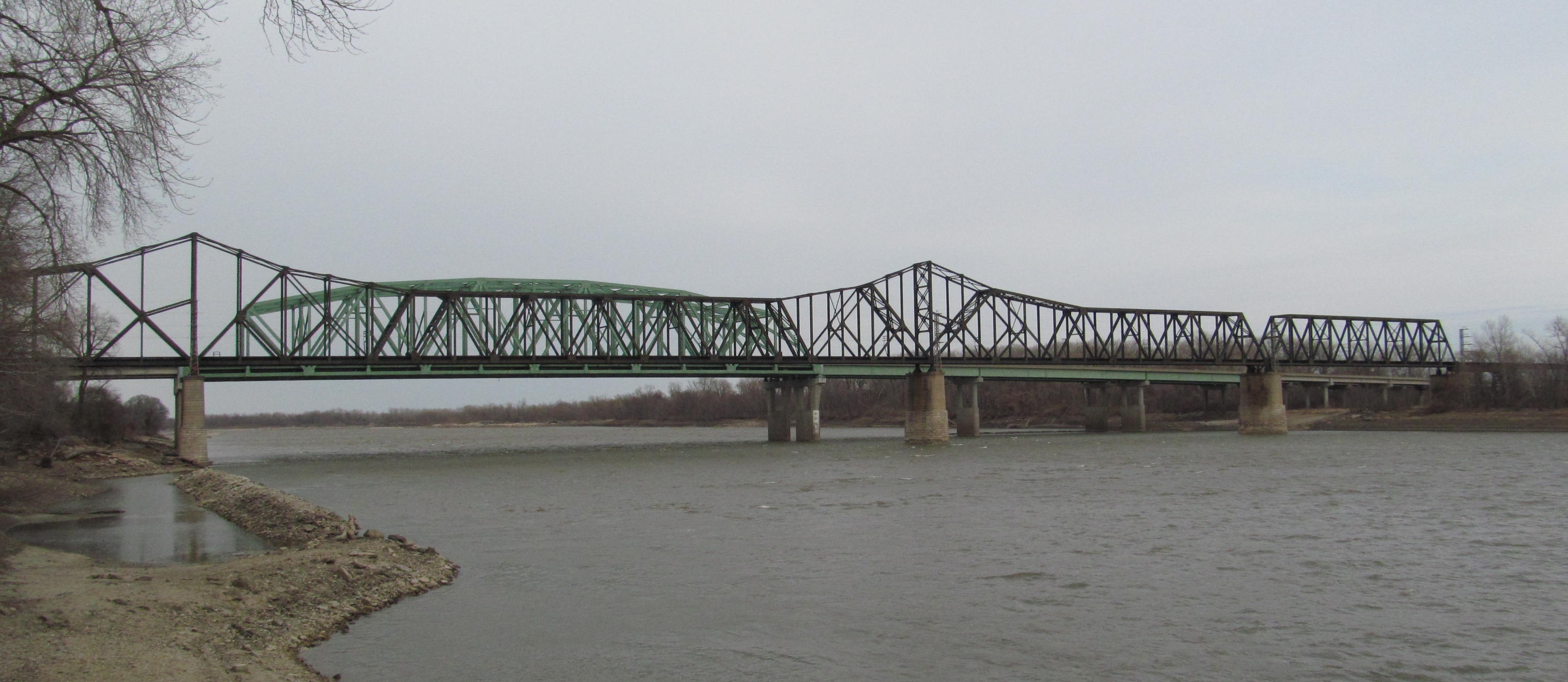
Der Neubau der Wabash Bridge von 1936 als Gerberträger-Brücke, dahinter die Discovery Bridge der Missouri Route 370

Die Wabash Railroad ersetzte die 65 Jahre alte Brücke bis 1936 durch eine neue Eisenbahnbrücke etwa einen Kilometer flussabwärts. Das Ingenieurbüro Modjeski & Masters entwarf eine moderne Gerberträger-Brücke mit einer Länge von 500 Metern und einer Spannweite von 191 Metern über der Schifffahrtsrinne. Zum Ostufer hin schließt sich noch ein 95 Meter langer Fachwerkträger an; die Gesamtlänge der Brücke beläuft sich einschließlich der Trestle-Brücken der Zufahrten auf 2,4 Kilometer.
Mit der allmählichen Verlagerung des Individualverkehrs auf die Straße musste die Wabash Railroad aufgrund sinkender Beförderungszahlen den Personenverkehr in den 1960er Jahren einstellen. 1964 wurde sie von der Norfolk and Western Railway übernommen, die wiederum 1990 in der Norfolk Southern Railway aufging; diese nutzt die Brücke heute für den Schienengüterverkehr. 1992 wurde in unmittelbarer Nachbarschaft zur Eisenbahnbrücke die Discovery Bridge für die Missouri Route 370 in Betrieb genommen.